# ریستیگوش-پارتی-سود-است، کبک
ریستیگوش-پارتی-سود-است (به فرانسوی: Ristigouche-Partie-Sud-Est) بخشی در منطقه شهری آوینیون ناحیه گاسپزی-ایل-دو-لا-مادلن در استان کبک کانادا است. در سرشماری سال ۲۰۱۱ این بخش ۱۶۹ نفر جمعیت داشته‌است و مساحت آن ۴۸٫۹۵ کیلومتر مربع است.